# Rozières-sur-Crise
Rozières-sur-Crise è un comune francese di 240 abitanti situato nel dipartimento dell'Aisne della regione dell'Alta Francia.

## Società

### Evoluzione demografica
Abitanti censiti